# Harry Gwala Stadium
Harry Gwala Stadium – stadion znajdujący się w Pietermaritzburgu służący do rozgrywania meczów piłki nożnej.
Harry Gwala Stadium, zaplanowany jako stadion treningowy podczas Mistrzostw Świata w Piłce Nożnej 2010, został zbudowany na miejscu poprzedniego, mieszczącego dziesięć tysięcy widzów obiektu. Służył on wówczas przede wszystkim do rozgrywania meczów krykieta, choć w piłkę nożną grano na nim już od 1952 roku.
Pierwotne plany zakładały budowę stadionu mieszczącego 20 tysięcy osób, jednak już w trakcie trwania budowy ogłoszono, że zrealizowanie założonego projektu kosztowałoby około 120 milionów randów, zrezygnowano zatem z północnej i południowej trybuny, ograniczając tym samym liczbę widzów do około 12 tysięcy. Ostatecznie jednak oprócz dwóch trybun powstały biura, pokoje dla mediów, nowe bramki wejściowe, kasy biletowe, szatnie, toalety i prysznice oraz parking, chodniki i ogrodzenie. Zainstalowano również nowe siedzenia na obu trybunach, oświetelenie o mocy 1000 luksów oraz prócz drenażu i irygacji sztuczną murawę – taką samą jak na Moses Mabhida Stadium w pobliskim Durbanie. Oficjalna pojemność stadionu to 10 700 miejsc siedzących, dodatkowo 120 miejsc znajduje się w strefie VIP. Północny i południowy wał ziemny, po dostawieniu przenośnych trybun, mogą zwiększyć pojemność stadionu do 15 000 osób.
Koszty budowy w wysokości 86 ,106 miliona ZAR, poniosły łącznie władze prowincji i dystryktu.
Oficjalna inauguracja nowego stadionu miała miejsce 6 lutego 2010 roku meczem pomiędzy Maritzburg United a Golden Arrows.
Domowy obiekt występującego w rozgrywkach Premier Soccer League klubu Maritzburg United, który podczas jego budowy rozgrywał swoje mecze na Woodburn Stadium. W trakcie MŚ 2010 był obiektem treningowym reprezentacji Paragwaju.
Patronem stadionu jest Harry Gwala, polityk Afrykańskiego Kongresu Narodowego oraz Południowoafrykańskiej Partii Komunistycznej, wcześniej nazwany był on na cześć Jana Smutsa.